# Grand Prix Jazz Melomani

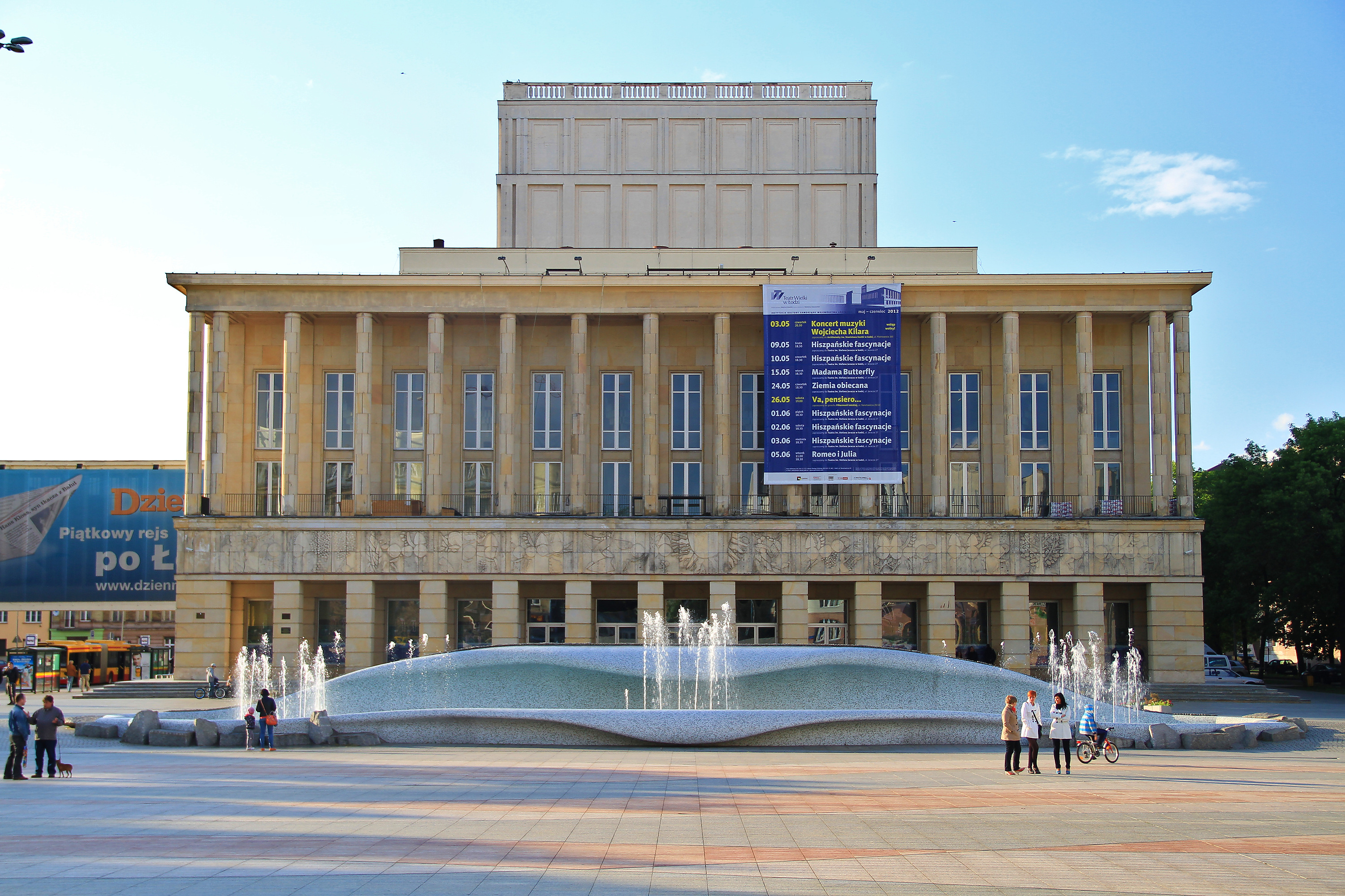
Teatr Wielki w Łodzi (2012)

Grand Prix Jazz Melomani – nagroda muzyczna przyznawana przez łódzkie Stowarzyszenie Jazzowe „Melomani”.
Stowarzyszenie „Melomani” powstało w Łodzi w 1989 roku. Z inicjatywy jego prezesa, Ireneusza Kowalewskiego, od 1992 przyznawane są nagrody Grand Prix Jazz Melomani. Stowarzyszenie honoruje nimi artystów, dziennikarzy oraz osoby lub instytucje popularyzujące muzykę jazzową. Wyboru nagrodzonych wśród nominowanych dokonują władze Stowarzyszenia, poprzedni laureaci oraz zaproszone przez Stowarzyszenie „postacie jazzu”.
Na początku Grand Prix przyznawano w trzech kategoriach: „Artysta Roku”, „Krytyk-Dziennikarz Roku” oraz „Za Całokształt Działalności”. Nagrody te zostały nazwane przez część dziennikarzy „Oscarami Jazzowymi” lub „Kowalami Jazzowymi”. W rozdaniu za rok 1999 pula Grand Prix poszerzyła się o czwartą kategorię – „Nadzieję Melomanów”, a w rozdaniu za rok 2003 wprowadzono piątą – „Płytę Roku”, którą przyznaje Program 2 Telewizji Polskiej. W rozdaniu za rok 2013 przyznano po raz pierwszy Jazzowe Grand Prix w kategorii „Europejska Jazzowa Osobowość – «Grand Prix of Europe»”.
Oprócz Grand Prix przyznawane są: nagroda Prezydenta Miasta Łodzi dla „Najlepszego Łódzkiego Jazzmana” (pierwszy raz w rozdaniu za rok 1995) oraz nagroda Polskiego Radia Łódź – „Łódzkie Wydarzenie Roku «Jazzowa Perła Łodzi»” (pierwszy raz w rozdaniu za rok 2008). W rozdaniu za rok 2014 laureaci tych dwóch nagród zostali wybrani przez internautów, którzy zagłosowali w plebiscycie zorganizowanym na portalu plasterlodzki.pl (wyd. Fundacja Na Rzecz Wspierania Kultury „Plaster Łódzki”).
Nagrody wręczane są podczas dorocznej Wielkiej Gali, odbywającej się w łódzkim Teatrze Wielkim. Autorem wręczanych statuetek jest łódzki artysta rzeźbiarz Mariusz Rodanowicz.

## Zauważalność
Według Jędrzeja  Słodkowskiego z Gazety Wyborczej otrzymanie Grand Prix Jazz Melomani nie powoduje gwałtownego wzrostu liczby sprzedanych płyt z dyskografii laureata. W opinii Jakuba  Wiewiórskiego z Gazety Wyborczej nagrody przyznawane na Gali nie cieszyły się w 2005 r. dużą renomą wśród krytyki muzycznej.

## Nagrody i nominacje
Symbolem „🏆” oznaczono nagrodzone osoby/podmioty. Dane do tabeli pochodzą w większości z oficjalnej strony organizatora  i są we wskazanych miejscach uzupełnione innymi źródłami.
| l.p. | data Wielkiej Gali                                             | imię i nazwisko nominowanej osoby lub nazwa nominowanego podmiotu                                            | kategoria |
| ---- | -------------------------------------------------------------- | --- | --- |
| 1    | 1993 (Grand Prix Jazz Melomani 1992)                           | 🏆 Adam Makowicz                                                                                             | Artysta Roku |
| 1    | 1993 (Grand Prix Jazz Melomani 1992)                           | 🏆 Rozgłośnia Polskiego Radia w Łodzi                                                                        | Krytyk-Dziennikarz Roku |
| 1    | 1993 (Grand Prix Jazz Melomani 1992)                           | 🏆 Michał Urbaniak                                                                                           | Całokształt działalności |
| 2    | 1994 (Grand Prix Jazz Melomani 1993)                           | 🏆 Krzysztof Ścierański                                                                                      | Artysta Roku |
| 2    | 1994 (Grand Prix Jazz Melomani 1993)                           | 🏆 Wojciech Karolak                                                                                          | Całokształt działalności |
| 2    | 1994 (Grand Prix Jazz Melomani 1993)                           | 🏆 Tomasz Szukalski                                                                                          | Całokształt działalności |
| 2    | 1994 (Grand Prix Jazz Melomani 1993)                           | 🏆 Redakcja miesięcznika „Jazz Forum”                                                                        | Krytyk-Dziennikarz Roku |
| 3    | 1995 (Grand Prix Jazz Melomani 1994)                           | 🏆 Andrzej Jagodziński                                                                                       | Artysta Roku |
| 3    | 1995 (Grand Prix Jazz Melomani 1994)                           | 🏆 Marcin Kydryński                                                                                          | Krytyk-Dziennikarz Roku |
| 3    | 1995 (Grand Prix Jazz Melomani 1994)                           | 🏆 Wydział Jazzu Akademii Muzycznej w Katowicach                                                             | Całokształt działalności |
| 4    | 1996 (Grand Prix Jazz Melomani 1995)                           | 🏆 Tomasz Stańko                                                                                             | Artysta Roku |
| 4    | 1996 (Grand Prix Jazz Melomani 1995)                           | 🏆 Andrzej Szmidt                                                                                            | Krytyk-Dziennikarz Roku |
| 4    | 1996 (Grand Prix Jazz Melomani 1995)                           | 🏆 Polskie Radio S.A.                                                                                        | Całokształt działalności |
| 4    | 1996 (Grand Prix Jazz Melomani 1995)                           | 🏆 Maciej Strzelczyk                                                                                         | Nagroda Prezydenta Miasta Łodzi dla Najlepszego Łódzkiego Jazzmana                                                                               |
| 5    | 1997 (Grand Prix Jazz Melomani 1996)                           | 🏆 Leszek Możdżer                                                                                            | Artysta Roku |
| 5    | 1997 (Grand Prix Jazz Melomani 1996)                           | 🏆 Andrzej Jaroszewski                                                                                       | Krytyk-Dziennikarz Roku |
| 5    | 1997 (Grand Prix Jazz Melomani 1996)                           | 🏆 Melomani                                                                                                  | Całokształt działalności |
| 5    | 1997 (Grand Prix Jazz Melomani 1996)                           | 🏆 Maciej Strzelczyk                                                                                         | Nagroda Prezydenta Miasta Łodzi dla Najlepszego Łódzkiego Jazzmana                                                                               |
| 6    | 17 października 1998(dts) (Grand Prix Jazz Melomani 1997)      | 🏆 Zbigniew Namysłowski                                                                                      | Artysta Roku |
| 6    | 17 października 1998(dts) (Grand Prix Jazz Melomani 1997)      | 🏆 Paweł Brodowski                                                                                           | Krytyk-Dziennikarz Roku |
| 6    | 17 października 1998(dts) (Grand Prix Jazz Melomani 1997)      | 🏆 Włodzimierz Nahorny                                                                                       | Całokształt działalności |
| 6    | 17 października 1998(dts) (Grand Prix Jazz Melomani 1997)      | 🏆 Paweł Serafiński                                                                                          | Nagroda Prezydenta Miasta Łodzi dla Najlepszego Łódzkiego Jazzmana                                                                               |
| 7    | 26 listopada 1999(dts) (Grand Prix Jazz Melomani 1998)         | 🏆 Adam Pierończyk                                                                                           | Artysta Roku |
| 7    | 26 listopada 1999(dts) (Grand Prix Jazz Melomani 1998)         | 🏆 Marek Karewicz                                                                                            | Krytyk-Dziennikarz Roku |
| 7    | 26 listopada 1999(dts) (Grand Prix Jazz Melomani 1998)         | 🏆 Roman Polański                                                                                            | Całokształt działalności |
| 7    | 26 listopada 1999(dts) (Grand Prix Jazz Melomani 1998)         | 🏆 Maciej Strzelczyk                                                                                         | Nagroda Prezydenta Miasta Łodzi dla Najlepszego Łódzkiego Jazzmana                                                                               |
| 8    | 16 grudnia 2000(dts) (Grand Prix Jazz Melomani 1999)           | 🏆 Tomasz Stańko                                                                                             | Artysta Roku |
| 8    | 16 grudnia 2000(dts) (Grand Prix Jazz Melomani 1999)           | 🏆 Tomasz Szachowski                                                                                         | Krytyk-Dziennikarz Roku |
| 8    | 16 grudnia 2000(dts) (Grand Prix Jazz Melomani 1999)           | 🏆 Telewizja Polska S.A.                                                                                     | Całokształt działalności |
| 8    | 16 grudnia 2000(dts) (Grand Prix Jazz Melomani 1999)           | 🏆 Marcin Masecki                                                                                            | Nadzieja Melomanów |
| 8    | 16 grudnia 2000(dts) (Grand Prix Jazz Melomani 1999)           | 🏆 Jacek Delong i Big Band Akademii Muzycznej w Łodzi pod dyr. Jacka Delonga                                 | Nagroda Prezydenta Miasta Łodzi dla Najlepszego Łódzkiego Jazzmana                                                                               |
| 9    | 23 listopada 2001(dts) (Grand Prix Jazz Melomani 2000)         | 🏆 Tomasz Stańko                                                                                             | Artysta Roku |
| 9    | 23 listopada 2001(dts) (Grand Prix Jazz Melomani 2000)         | 🏆 Jan „Ptaszyn” Wróblewski                                                                                  | Krytyk-Dziennikarz Roku |
| 9    | 23 listopada 2001(dts) (Grand Prix Jazz Melomani 2000)         | 🏆 Festiwal Złota Tarka                                                                                      | Całokształt działalności |
| 9    | 23 listopada 2001(dts) (Grand Prix Jazz Melomani 2000)         | 🏆 The Sound Office                                                                                          | Nadzieja Melomanów |
| 9    | 23 listopada 2001(dts) (Grand Prix Jazz Melomani 2000)         | 🏆 Michał Kobojek                                                                                            | Nagroda Prezydenta Miasta Łodzi dla Najlepszego Łódzkiego Jazzmana                                                                               |
| 10   | 18 października 2002(dts) (Grand Prix Jazz Melomani 2001)      | 🏆 Tomasz Stańko                                                                                             | Artysta Roku |
| 10   | 18 października 2002(dts) (Grand Prix Jazz Melomani 2001)      | Simple Acoustic Trio                                                                                         | Artysta Roku |
| 10   | 18 października 2002(dts) (Grand Prix Jazz Melomani 2001)      | Michał Urbaniak                                                                                              | Artysta Roku |
| 10   | 18 października 2002(dts) (Grand Prix Jazz Melomani 2001)      | 🏆 Jan Targowski                                                                                             | Krytyk-Dziennikarz Roku |
| 10   | 18 października 2002(dts) (Grand Prix Jazz Melomani 2001)      | Paweł Brodowski                                                                                              | Krytyk-Dziennikarz Roku |
| 10   | 18 października 2002(dts) (Grand Prix Jazz Melomani 2001)      | Jan „Ptaszyn” Wróblewski                                                                                     | Krytyk-Dziennikarz Roku |
| 10   | 18 października 2002(dts) (Grand Prix Jazz Melomani 2001)      | 🏆 Jazz Band Ball Orchestra                                                                                  | Całokształt działalności |
| 10   | 18 października 2002(dts) (Grand Prix Jazz Melomani 2001)      | 🏆 Sławomir Jaskułke                                                                                         | Nadzieja Melomanów |
| 10   | 18 października 2002(dts) (Grand Prix Jazz Melomani 2001)      | Jerzy Małek                                                                                                  | Nadzieja Melomanów |
| 10   | 18 października 2002(dts) (Grand Prix Jazz Melomani 2001)      | Dorota Miśkiewicz                                                                                            | Nadzieja Melomanów |
| 10   | 18 października 2002(dts) (Grand Prix Jazz Melomani 2001)      | 🏆 Paweł Serafiński                                                                                          | Nagroda Prezydenta Miasta Łodzi dla Najlepszego Łódzkiego Jazzmana                                                                               |
| 11   | 12 grudnia 2003(dts) (Grand Prix Jazz Melomani 2002)           | 🏆 Bogdan Hołownia                                                                                           | Artysta Roku |
| 11   | 12 grudnia 2003(dts) (Grand Prix Jazz Melomani 2002)           | Leszek Możdżer                                                                                               | Artysta Roku |
| 11   | 12 grudnia 2003(dts) (Grand Prix Jazz Melomani 2002)           | Janusz Muniak                                                                                                | Artysta Roku |
| 11   | 12 grudnia 2003(dts) (Grand Prix Jazz Melomani 2002)           | 🏆 Jan Borkowski                                                                                             | Krytyk-Dziennikarz Roku |
| 11   | 12 grudnia 2003(dts) (Grand Prix Jazz Melomani 2002)           | Marcin Kydryński                                                                                             | Krytyk-Dziennikarz Roku |
| 11   | 12 grudnia 2003(dts) (Grand Prix Jazz Melomani 2002)           | Jan „Ptaszyn” Wróblewski                                                                                     | Krytyk-Dziennikarz Roku |
| 11   | 12 grudnia 2003(dts) (Grand Prix Jazz Melomani 2002)           | 🏆 Andrzej „Idon” Wojciechowski                                                                              | Całokształt działalności |
| 11   | 12 grudnia 2003(dts) (Grand Prix Jazz Melomani 2002)           | 🏆 Mateusz Kołakowski                                                                                        | Nadzieja Melomanów |
| 11   | 12 grudnia 2003(dts) (Grand Prix Jazz Melomani 2002)           | Marcin i Bartłomiej „Brat” Oleś                                                                              | Nadzieja Melomanów |
| 11   | 12 grudnia 2003(dts) (Grand Prix Jazz Melomani 2002)           | Jakub Raczyński                                                                                              | Nadzieja Melomanów |
| 11   | 12 grudnia 2003(dts) (Grand Prix Jazz Melomani 2002)           | 🏆 Marcin Janiszewski                                                                                        | Nagroda Prezydenta Miasta Łodzi dla Najlepszego Łódzkiego Jazzmana                                                                               |
| 12   | 11 grudnia 2004(dts) (Grand Prix Jazz Melomani 2003)           | 🏆 Zbigniew Namysłowski                                                                                      | Artysta Roku |
| 12   | 11 grudnia 2004(dts) (Grand Prix Jazz Melomani 2003)           | Leszek Możdżer                                                                                               | Artysta Roku |
| 12   | 11 grudnia 2004(dts) (Grand Prix Jazz Melomani 2003)           | Tomasz Stańko                                                                                                | Artysta Roku |
| 12   | 11 grudnia 2004(dts) (Grand Prix Jazz Melomani 2003)           | 🏆 Marek Niedźwiecki                                                                                         | Krytyk-Dziennikarz Roku |
| 12   | 11 grudnia 2004(dts) (Grand Prix Jazz Melomani 2003)           | Marek Dusza                                                                                                  | Krytyk-Dziennikarz Roku |
| 12   | 11 grudnia 2004(dts) (Grand Prix Jazz Melomani 2003)           | Piotr Iwicki                                                                                                 | Krytyk-Dziennikarz Roku |
| 12   | 11 grudnia 2004(dts) (Grand Prix Jazz Melomani 2003)           | 🏆 Urszula Dudziak                                                                                           | Całokształt działalności |
| 12   | 11 grudnia 2004(dts) (Grand Prix Jazz Melomani 2003)           | Mariusz Adamiak                                                                                              | Całokształt działalności |
| 12   | 11 grudnia 2004(dts) (Grand Prix Jazz Melomani 2003)           | Międzynarodowy Festiwal Pianistów Jazzowych w Kaliszu                                                        | Całokształt działalności |
| 12   | 11 grudnia 2004(dts) (Grand Prix Jazz Melomani 2003)           | 🏆 Łukasz Poprawski                                                                                          | Nadzieja Melomanów |
| 12   | 11 grudnia 2004(dts) (Grand Prix Jazz Melomani 2003)           | Dominik Bukowski                                                                                             | Nadzieja Melomanów |
| 12   | 11 grudnia 2004(dts) (Grand Prix Jazz Melomani 2003)           | Artur Lisiecki (Lesicki)                                                                                     | Nadzieja Melomanów |
| 12   | 11 grudnia 2004(dts) (Grand Prix Jazz Melomani 2003)           | 🏆 Zbigniew Namysłowski                                                                                      | Płyta Roku (nagrodę przyznał Program 2 TVP) |
| 12   | 11 grudnia 2004(dts) (Grand Prix Jazz Melomani 2003)           | 🏆 Jakub Raczyński                                                                                           | Nagroda Prezydenta Miasta Łodzi dla Najlepszego Łódzkiego Jazzmana                                                                               |
| 13   | 29 października 2005(dts) (Grand Prix Jazz Melomani 2004)      | 🏆 Krzysztof Ścierański                                                                                      | Artysta Roku |
| 13   | 29 października 2005(dts) (Grand Prix Jazz Melomani 2004)      | Leszek Możdżer                                                                                               | Artysta Roku |
| 13   | 29 października 2005(dts) (Grand Prix Jazz Melomani 2004)      | Tymon Tymański                                                                                               | Artysta Roku |
| 13   | 29 października 2005(dts) (Grand Prix Jazz Melomani 2004)      | 🏆 Krystian Brodacki                                                                                         | Krytyk-Dziennikarz Roku |
| 13   | 29 października 2005(dts) (Grand Prix Jazz Melomani 2004)      | Marcin Kydryński                                                                                             | Krytyk-Dziennikarz Roku |
| 13   | 29 października 2005(dts) (Grand Prix Jazz Melomani 2004)      | Marek Niedźwiecki                                                                                            | Krytyk-Dziennikarz Roku |
| 13   | 29 października 2005(dts) (Grand Prix Jazz Melomani 2004)      | 🏆 Henryk Miśkiewicz                                                                                         | Całokształt działalności |
| 13   | 29 października 2005(dts) (Grand Prix Jazz Melomani 2004)      | Dionizy Piątkowski                                                                                           | Całokształt działalności |
| 13   | 29 października 2005(dts) (Grand Prix Jazz Melomani 2004)      | Jarosław Śmietana                                                                                            | Całokształt działalności |
| 13   | 29 października 2005(dts) (Grand Prix Jazz Melomani 2004)      | 🏆 Marcin Wasilewski                                                                                         | Nadzieja Melomanów |
| 13   | 29 października 2005(dts) (Grand Prix Jazz Melomani 2004)      | Anna Serafińska                                                                                              | Nadzieja Melomanów |
| 13   | 29 października 2005(dts) (Grand Prix Jazz Melomani 2004)      | Olo Walicki                                                                                                  | Nadzieja Melomanów |
| 13   | 29 października 2005(dts) (Grand Prix Jazz Melomani 2004)      | 🏆 Jarosław Śmietana                                                                                         | Płyta Roku (nagrodę przyznał Program 2 TVP) |
| 13   | 29 października 2005(dts) (Grand Prix Jazz Melomani 2004)      | 🏆 Paweł Serafiński                                                                                          | Nagroda Prezydenta Miasta Łodzi dla Najlepszego Łódzkiego Jazzmana                                                                               |
| 14   | 2 czerwca 2006(dts) (Plus Grand Prix Jazz Melomani 2005)       | 🏆 Leszek Możdżer                                                                                            | Artysta Roku |
| 14   | 2 czerwca 2006(dts) (Plus Grand Prix Jazz Melomani 2005)       | Marcin Wasilewski                                                                                            | Artysta Roku |
| 14   | 2 czerwca 2006(dts) (Plus Grand Prix Jazz Melomani 2005)       | Piotr Wojtasik                                                                                               | Artysta Roku |
| 14   | 2 czerwca 2006(dts) (Plus Grand Prix Jazz Melomani 2005)       | 🏆 Paweł Baranowski                                                                                          | Krytyk-Dziennikarz Roku |
| 14   | 2 czerwca 2006(dts) (Plus Grand Prix Jazz Melomani 2005)       | Marcin Kydryński                                                                                             | Krytyk-Dziennikarz Roku |
| 14   | 2 czerwca 2006(dts) (Plus Grand Prix Jazz Melomani 2005)       | Jan Targowski                                                                                                | Krytyk-Dziennikarz Roku |
| 14   | 2 czerwca 2006(dts) (Plus Grand Prix Jazz Melomani 2005)       | 🏆 Maciej Jaworski                                                                                           | Całokształt działalności |
| 14   | 2 czerwca 2006(dts) (Plus Grand Prix Jazz Melomani 2005)       | Jarosław Śmietana                                                                                            | Całokształt działalności |
| 14   | 2 czerwca 2006(dts) (Plus Grand Prix Jazz Melomani 2005)       | Jan „Ptaszyn” Wróblewski                                                                                     | Całokształt działalności |
| 14   | 2 czerwca 2006(dts) (Plus Grand Prix Jazz Melomani 2005)       | 🏆 Paweł Kaczmarczyk                                                                                         | Nadzieja Melomanów |
| 14   | 2 czerwca 2006(dts) (Plus Grand Prix Jazz Melomani 2005)       | Jakub Raczyński                                                                                              | Nadzieja Melomanów |
| 14   | 2 czerwca 2006(dts) (Plus Grand Prix Jazz Melomani 2005)       | Michał Tokaj                                                                                                 | Nadzieja Melomanów |
| 14   | 2 czerwca 2006(dts) (Plus Grand Prix Jazz Melomani 2005)       | 🏆 Kaczmarczyk, Barański, Dobrowolski Trio (za album Live)                                                   | Płyta Roku (nagrodę przyznał Program 2 TVP) |
| 14   | 2 czerwca 2006(dts) (Plus Grand Prix Jazz Melomani 2005)       | 🏆 Jacek Delong                                                                                              | Nagroda Prezydenta Miasta Łodzi dla Najlepszego Łódzkiego Jazzmana                                                                               |
| 15   | 16 czerwca 2007(dts) (Plus Grand Prix Jazz Melomani 2006)      | 🏆 Tomasz Stańko                                                                                             | Artysta Roku |
| 15   | 16 czerwca 2007(dts) (Plus Grand Prix Jazz Melomani 2006)      | Leszek Możdżer                                                                                               | Artysta Roku |
| 15   | 16 czerwca 2007(dts) (Plus Grand Prix Jazz Melomani 2006)      | Adam Pierończyk                                                                                              | Artysta Roku |
| 15   | 16 czerwca 2007(dts) (Plus Grand Prix Jazz Melomani 2006)      | 🏆 Marek Gaszyński                                                                                           | Krytyk-Dziennikarz Roku |
| 15   | 16 czerwca 2007(dts) (Plus Grand Prix Jazz Melomani 2006)      | Marek Dusza                                                                                                  | Krytyk-Dziennikarz Roku |
| 15   | 16 czerwca 2007(dts) (Plus Grand Prix Jazz Melomani 2006)      | Marcin Kydryński                                                                                             | Krytyk-Dziennikarz Roku |
| 15   | 16 czerwca 2007(dts) (Plus Grand Prix Jazz Melomani 2006)      | 🏆 Polskie Nagrania                                                                                          | Całokształt działalności |
| 15   | 16 czerwca 2007(dts) (Plus Grand Prix Jazz Melomani 2006)      | Krzesimir Dębski                                                                                             | Całokształt działalności |
| 15   | 16 czerwca 2007(dts) (Plus Grand Prix Jazz Melomani 2006)      | Tomasz Stańko                                                                                                | Całokształt działalności |
| 15   | 16 czerwca 2007(dts) (Plus Grand Prix Jazz Melomani 2006)      | 🏆 Pink Freud                                                                                                | Nadzieja Melomanów |
| 15   | 16 czerwca 2007(dts) (Plus Grand Prix Jazz Melomani 2006)      | Paweł Kaczmarczyk                                                                                            | Nadzieja Melomanów |
| 15   | 16 czerwca 2007(dts) (Plus Grand Prix Jazz Melomani 2006)      | Mateusz Smoczyński                                                                                           | Nadzieja Melomanów |
| 15   | 16 czerwca 2007(dts) (Plus Grand Prix Jazz Melomani 2006)      | 🏆 Tomasz Stańko (za album Lontano)                                                                          | Płyta Roku (nagrodę przyznał Program 2 TVP) |
| 15   | 16 czerwca 2007(dts) (Plus Grand Prix Jazz Melomani 2006)      | 🏆 Yankel Band                                                                                               | Nagroda Prezydenta Miasta Łodzi dla Najlepszego Łódzkiego Jazzmana                                                                               |
| 16   | 6 czerwca 2008(dts) (Grand Prix Jazz Melomani 2007)            | 🏆 Piotr Wojtasik                                                                                            | Artysta Roku |
| 16   | 6 czerwca 2008(dts) (Grand Prix Jazz Melomani 2007)            | Zbigniew Wegehaupt                                                                                           | Artysta Roku |
| 16   | 6 czerwca 2008(dts) (Grand Prix Jazz Melomani 2007)            | Aga Zaryan                                                                                                   | Artysta Roku |
| 16   | 6 czerwca 2008(dts) (Grand Prix Jazz Melomani 2007)            | 🏆 Radio Jazz                                                                                                | Krytyk-Dziennikarz Roku |
| 16   | 6 czerwca 2008(dts) (Grand Prix Jazz Melomani 2007)            | Paweł Brodowski                                                                                              | Krytyk-Dziennikarz Roku |
| 16   | 6 czerwca 2008(dts) (Grand Prix Jazz Melomani 2007)            | Marek Garztecki                                                                                              | Krytyk-Dziennikarz Roku |
| 16   | 6 czerwca 2008(dts) (Grand Prix Jazz Melomani 2007)            | 🏆 Państwowa Wyższa Szkoła Filmowa, Telewizyjna i Teatralna im. Leona Schillera w Łodzi                      | Całokształt działalności |
| 16   | 6 czerwca 2008(dts) (Grand Prix Jazz Melomani 2007)            | 🏆 Mateusz Smoczyński                                                                                        | Nadzieja Melomanów |
| 16   | 6 czerwca 2008(dts) (Grand Prix Jazz Melomani 2007)            | Adam Bałdych                                                                                                 | Nadzieja Melomanów |
| 16   | 6 czerwca 2008(dts) (Grand Prix Jazz Melomani 2007)            | Aga Zaryan                                                                                                   | Nadzieja Melomanów |
| 16   | 6 czerwca 2008(dts) (Grand Prix Jazz Melomani 2007)            | 🏆 Piotr Wojtasik (za album Circle)                                                                          | Płyta Roku (nagrodę przyznał Program 2 TVP) |
| 16   | 6 czerwca 2008(dts) (Grand Prix Jazz Melomani 2007)            | 🏆 Maciej Tubis                                                                                              | Nagroda Prezydenta Miasta Łodzi dla Najlepszego Łódzkiego Jazzmana                                                                               |
| 17   | 5 czerwca 2009(dts) (Plus Grand Prix Jazz Melomani 2008)       | 🏆 Marcin Wasilewski                                                                                         | Artysta Roku |
| 17   | 5 czerwca 2009(dts) (Plus Grand Prix Jazz Melomani 2008)       | Anna Maria Jopek                                                                                             | Artysta Roku |
| 17   | 5 czerwca 2009(dts) (Plus Grand Prix Jazz Melomani 2008)       | Piotr Wojtasik                                                                                               | Artysta Roku |
| 17   | 5 czerwca 2009(dts) (Plus Grand Prix Jazz Melomani 2008)       | 🏆 Grzegorz Tusiewicz                                                                                        | Krytyk-Dziennikarz Roku |
| 17   | 5 czerwca 2009(dts) (Plus Grand Prix Jazz Melomani 2008)       | Marek Gaszyński                                                                                              | Krytyk-Dziennikarz Roku |
| 17   | 5 czerwca 2009(dts) (Plus Grand Prix Jazz Melomani 2008)       | Jan Targowski                                                                                                | Krytyk-Dziennikarz Roku |
| 17   | 5 czerwca 2009(dts) (Plus Grand Prix Jazz Melomani 2008)       | 🏆 Jerzy „Duduś” Matuszkiewicz                                                                               | Całokształt działalności |
| 17   | 5 czerwca 2009(dts) (Plus Grand Prix Jazz Melomani 2008)       | 🏆 Maciej Obara                                                                                              | Nadzieja Melomanów |
| 17   | 5 czerwca 2009(dts) (Plus Grand Prix Jazz Melomani 2008)       | Witold Janiak                                                                                                | Nadzieja Melomanów |
| 17   | 5 czerwca 2009(dts) (Plus Grand Prix Jazz Melomani 2008)       | Oktawia Kawęcka                                                                                              | Nadzieja Melomanów |
| 17   | 5 czerwca 2009(dts) (Plus Grand Prix Jazz Melomani 2008)       | 🏆 Marcin Wasilewski Trio (za album January)                                                                 | Płyta Roku (nagrodę przyznał Program 2 TVP) |
| 17   | 5 czerwca 2009(dts) (Plus Grand Prix Jazz Melomani 2008)       | 🏆 Witold Janiak i Mainstreet Quartet                                                                        | Nagroda Prezydenta Miasta Łodzi dla Najlepszego Łódzkiego Jazzmana                                                                               |
| 17   | 5 czerwca 2009(dts) (Plus Grand Prix Jazz Melomani 2008)       | 🏆 Klub Wytwórnia                                                                                            | Nagroda Polskiego Radia Łódź – Łódzkie Wydarzenie Roku „Jazzowa Perła Łodzi”                                                                     |
| 18   | 18 czerwca 2010(dts) (Plus Grand Prix Jazz Melomani 2009)      | 🏆 Paweł Kaczmarczyk                                                                                         | Artysta Roku |
| 18   | 18 czerwca 2010(dts) (Plus Grand Prix Jazz Melomani 2009)      | Włodzimierz Pawlik                                                                                           | Artysta Roku |
| 18   | 18 czerwca 2010(dts) (Plus Grand Prix Jazz Melomani 2009)      | Tomasz Stańko                                                                                                | Artysta Roku |
| 18   | 18 czerwca 2010(dts) (Plus Grand Prix Jazz Melomani 2009)      | 🏆 Antoni Krupa                                                                                              | Krytyk-Dziennikarz Roku |
| 18   | 18 czerwca 2010(dts) (Plus Grand Prix Jazz Melomani 2009)      | Jacek Niedziela                                                                                              | Krytyk-Dziennikarz Roku |
| 18   | 18 czerwca 2010(dts) (Plus Grand Prix Jazz Melomani 2009)      | Aneta Norek                                                                                                  | Krytyk-Dziennikarz Roku |
| 18   | 18 czerwca 2010(dts) (Plus Grand Prix Jazz Melomani 2009)      | 🏆 Zbigniew Namysłowsk                                                                                       | Całokształt działalności |
| 18   | 18 czerwca 2010(dts) (Plus Grand Prix Jazz Melomani 2009)      | 🏆 Oktawia Kawęcka                                                                                           | Nadzieja Melomanów |
| 18   | 18 czerwca 2010(dts) (Plus Grand Prix Jazz Melomani 2009)      | Collective Jazz Quartet                                                                                      | Nadzieja Melomanów |
| 18   | 18 czerwca 2010(dts) (Plus Grand Prix Jazz Melomani 2009)      | Piotr Kolasa                                                                                                 | Nadzieja Melomanów |
| 18   | 18 czerwca 2010(dts) (Plus Grand Prix Jazz Melomani 2009)      | 🏆 Paweł Kaczmarczyk Audiofeeling Band (za album Complexity in Simplicity)                                   | Płyta Roku (nagrodę przyznał Program 2 TVP) |
| 18   | 18 czerwca 2010(dts) (Plus Grand Prix Jazz Melomani 2009)      | 🏆 Paweł Serafiński                                                                                          | Nagroda Prezydenta Miasta Łodzi dla Najlepszego Łódzkiego Jazzmana                                                                               |
| 18   | 18 czerwca 2010(dts) (Plus Grand Prix Jazz Melomani 2009)      | 🏆 Międzynarodowy Festiwal Filmu i Muzyki „Targowa Film Street”                                              | Nagroda Polskiego Radia Łódź – Łódzkie Wydarzenie Roku „Jazzowa Perła Łodzi”                                                                     |
| 19   | 17 czerwca 2011(dts) (Plus Grand Prix Jazz Melomani 2010)      | 🏆 Leszek Możdżer                                                                                            | Artysta Roku |
| 19   | 17 czerwca 2011(dts) (Plus Grand Prix Jazz Melomani 2010)      | Tomasz Stańko                                                                                                | Artysta Roku |
| 19   | 17 czerwca 2011(dts) (Plus Grand Prix Jazz Melomani 2010)      | Aga Zaryan                                                                                                   | Artysta Roku |
| 19   | 17 czerwca 2011(dts) (Plus Grand Prix Jazz Melomani 2010)      | 🏆 Paweł Brodowski                                                                                           | Krytyk-Dziennikarz Roku |
| 19   | 17 czerwca 2011(dts) (Plus Grand Prix Jazz Melomani 2010)      | Krystian Brodacki                                                                                            | Krytyk-Dziennikarz Roku |
| 19   | 17 czerwca 2011(dts) (Plus Grand Prix Jazz Melomani 2010)      | Marek Dusza                                                                                                  | Krytyk-Dziennikarz Roku |
| 19   | 17 czerwca 2011(dts) (Plus Grand Prix Jazz Melomani 2010)      | 🏆 Janusz Muniak                                                                                             | Całokształt działalności |
| 19   | 17 czerwca 2011(dts) (Plus Grand Prix Jazz Melomani 2010)      | 🏆 Atom String Quartet                                                                                       | Nadzieja Melomanów |
| 19   | 17 czerwca 2011(dts) (Plus Grand Prix Jazz Melomani 2010)      | Joanna Duda                                                                                                  | Nadzieja Melomanów |
| 19   | 17 czerwca 2011(dts) (Plus Grand Prix Jazz Melomani 2010)      | Maciej Tubis                                                                                                 | Nadzieja Melomanów |
| 19   | 17 czerwca 2011(dts) (Plus Grand Prix Jazz Melomani 2010)      | 🏆 Aga Zaryan (za album Looking Walking Being)                                                               | Płyta Roku (nagrodę przyznał Program 2 TVP) |
| 19   | 17 czerwca 2011(dts) (Plus Grand Prix Jazz Melomani 2010)      | 🏆 Michał Kobojek                                                                                            | Nagroda Prezydenta Miasta Łodzi dla Najlepszego Łódzkiego Jazzmana                                                                               |
| 19   | 17 czerwca 2011(dts) (Plus Grand Prix Jazz Melomani 2010)      | 🏆 Letnia Akademia Jazzu                                                                                     | Nagroda Polskiego Radia Łódź – Łódzkie Wydarzenie Roku „Jazzowa Perła Łodzi”                                                                     |
| 20   | 27 października 2012(dts) (Enea Grand Prix Jazz Melomani 2011) | 🏆 Krzysztof Herdzin                                                                                         | Artysta Roku |
| 20   | 27 października 2012(dts) (Enea Grand Prix Jazz Melomani 2011) | Leszek Możdżer                                                                                               | Artysta Roku |
| 20   | 27 października 2012(dts) (Enea Grand Prix Jazz Melomani 2011) | Marcin Wasilewski                                                                                            | Artysta Roku |
| 20   | 27 października 2012(dts) (Enea Grand Prix Jazz Melomani 2011) | 🏆 Andrzej Makowiecki                                                                                        | Krytyk-Dziennikarz Roku |
| 20   | 27 października 2012(dts) (Enea Grand Prix Jazz Melomani 2011) | Stanisław Danielewicz                                                                                        | Krytyk-Dziennikarz Roku |
| 20   | 27 października 2012(dts) (Enea Grand Prix Jazz Melomani 2011) | Marek Dusza                                                                                                  | Krytyk-Dziennikarz Roku |
| 20   | 27 października 2012(dts) (Enea Grand Prix Jazz Melomani 2011) | 🏆 Telewizja Polska Program 2                                                                                | Całokształt działalności |
| 20   | 27 października 2012(dts) (Enea Grand Prix Jazz Melomani 2011) | 🏆 Adam Bałdych                                                                                              | Nadzieja Melomanów |
| 20   | 27 października 2012(dts) (Enea Grand Prix Jazz Melomani 2011) | Monika Borzym                                                                                                | Nadzieja Melomanów |
| 20   | 27 października 2012(dts) (Enea Grand Prix Jazz Melomani 2011) | Dominik Wania                                                                                                | Nadzieja Melomanów |
| 20   | 27 października 2012(dts) (Enea Grand Prix Jazz Melomani 2011) | 🏆 Wojtek Mazolewski Quintet (za album Wojtek w Czechosłowacji)                                              | Płyta Roku (nagrodę przyznał Program 2 TVP) |
| 20   | 27 października 2012(dts) (Enea Grand Prix Jazz Melomani 2011) | 🏆 Przemysław Kuczyński                                                                                      | Nagroda Prezydenta Miasta Łodzi dla Najlepszego Łódzkiego Jazzmana                                                                               |
| 20   | 27 października 2012(dts) (Enea Grand Prix Jazz Melomani 2011) | 🏆 „Jazz przed północą” (audycja radiowa) – red. Jan Targowski, Maciej Jaworski i Michał Padkowski           | Nagroda Polskiego Radia Łódź – Łódzkie Wydarzenie Roku „Jazzowa Perła Łodzi”                                                                     |
| 21   | 18 października 2013(dts) (Grand Prix Jazz Melomani 2012)      | Adam Bałdych                                                                                                 | Artysta Roku |
| 21   | 18 października 2013(dts) (Grand Prix Jazz Melomani 2012)      | Atom String Quartet                                                                                          | Artysta Roku |
| 21   | 18 października 2013(dts) (Grand Prix Jazz Melomani 2012)      | Raphael Rogiński                                                                                             | Artysta Roku |
| 21   | 18 października 2013(dts) (Grand Prix Jazz Melomani 2012)      | Agencja Fonograficzna Polskiego Radia                                                                        | Krytyk-Dziennikarz Roku |
| 21   | 18 października 2013(dts) (Grand Prix Jazz Melomani 2012)      | Marek Dusza                                                                                                  | Krytyk-Dziennikarz Roku |
| 21   | 18 października 2013(dts) (Grand Prix Jazz Melomani 2012)      | Bogdan Chmura                                                                                                | Krytyk-Dziennikarz Roku |
| 21   | 18 października 2013(dts) (Grand Prix Jazz Melomani 2012)      | 🏆 Carmen Moreno                                                                                             | Całokształt działalności |
| 21   | 18 października 2013(dts) (Grand Prix Jazz Melomani 2012)      | 🏆 Jan Walasek                                                                                               | Całokształt działalności |
| 21   | 18 października 2013(dts) (Grand Prix Jazz Melomani 2012)      | Piotr Damasiewicz                                                                                            | Nadzieja Melomanów |
| 21   | 18 października 2013(dts) (Grand Prix Jazz Melomani 2012)      | Piotr Orzechowski                                                                                            | Nadzieja Melomanów |
| 21   | 18 października 2013(dts) (Grand Prix Jazz Melomani 2012)      | Grzegorz Rogala                                                                                              | Nadzieja Melomanów |
| 21   | 18 października 2013(dts) (Grand Prix Jazz Melomani 2012)      | 🏆 Włodzimierz Pawlik i Randy Becker (za album Night in Calisia)                                             | Płyta Roku (nagrodę przyznał Program 2 TVP) |
| 21   | 18 października 2013(dts) (Grand Prix Jazz Melomani 2012)      | 🏆 Małgorzata Hutek                                                                                          | Nagroda Prezydenta Miasta Łodzi dla Najlepszego Łódzkiego Jazzmana                                                                               |
| 21   | 18 października 2013(dts) (Grand Prix Jazz Melomani 2012)      | 🏆 Klub Mandala                                                                                              | Nagroda Polskiego Radia Łódź – Łódzkie Wydarzenie Roku „Jazzowa Perła Łodzi”                                                                     |
| 22   | 10 listopada 2014(dts) (Grand Prix Jazz Melomani 2013)         | Leszek Możdżer                                                                                               | Artysta Roku |
| 22   | 10 listopada 2014(dts) (Grand Prix Jazz Melomani 2013)         | Marek Napiórkowski                                                                                           | Artysta Roku |
| 22   | 10 listopada 2014(dts) (Grand Prix Jazz Melomani 2013)         | 🏆 Włodzimierz Pawlik                                                                                        | Artysta Roku |
| 22   | 10 listopada 2014(dts) (Grand Prix Jazz Melomani 2013)         | 🏆 Bogdan Chmura                                                                                             | Krytyk-Dziennikarz Roku |
| 22   | 10 listopada 2014(dts) (Grand Prix Jazz Melomani 2013)         | Marek Dusza                                                                                                  | Krytyk-Dziennikarz Roku |
| 22   | 10 listopada 2014(dts) (Grand Prix Jazz Melomani 2013)         | Monika Okrój                                                                                                 | Krytyk-Dziennikarz Roku |
| 22   | 10 listopada 2014(dts) (Grand Prix Jazz Melomani 2013)         | 🏆 Czesław „Mały” Bartkowski                                                                                 | Całokształt działalności |
| 22   | 10 listopada 2014(dts) (Grand Prix Jazz Melomani 2013)         | 🏆 Enrico Rava                                                                                               | Europejska Jazzowa Osobowość – „Grand Prix of Europe”                                                                                            |
| 22   | 10 listopada 2014(dts) (Grand Prix Jazz Melomani 2013)         | Nikola Kołodziejczyk                                                                                         | Nadzieja Melomanów |
| 22   | 10 listopada 2014(dts) (Grand Prix Jazz Melomani 2013)         | Dominik Wania                                                                                                | Nadzieja Melomanów |
| 22   | 10 listopada 2014(dts) (Grand Prix Jazz Melomani 2013)         | 🏆 Michał Wróblewski                                                                                         | Nadzieja Melomanów |
| 22   | 10 listopada 2014(dts) (Grand Prix Jazz Melomani 2013)         | 🏆 High Definition Quartet (za album Hopasa)                                                                 | Płyta Roku (nagrodę przyznał Program 2 TVP) |
| 22   | 10 listopada 2014(dts) (Grand Prix Jazz Melomani 2013)         | 🏆 Witold Janiak                                                                                             | Nagroda Prezydenta Miasta Łodzi dla Najlepszego Łódzkiego Jazzmana                                                                               |
| 22   | 10 listopada 2014(dts) (Grand Prix Jazz Melomani 2013)         | 🏆 Adi Jazz Festival 2013                                                                                    | Nagroda Polskiego Radia Łódź – Łódzkie Wydarzenie Roku „Jazzowa Perła Łodzi”                                                                     |
| 23   | 20 czerwca 2015(dts) (Grand Prix Jazz Melomani 2014)           | Adam Bałdych                                                                                                 | Artysta Roku |
| 23   | 20 czerwca 2015(dts) (Grand Prix Jazz Melomani 2014)           | 🏆 Krzysztof Herdzin                                                                                         | Artysta Roku |
| 23   | 20 czerwca 2015(dts) (Grand Prix Jazz Melomani 2014)           | Piotr Orzechowski                                                                                            | Artysta Roku |
| 23   | 20 czerwca 2015(dts) (Grand Prix Jazz Melomani 2014)           | Agencja Fonograficzna Polskiego Radia                                                                        | Krytyk-Dziennikarz Roku |
| 23   | 20 czerwca 2015(dts) (Grand Prix Jazz Melomani 2014)           | 🏆 Krzysztof Karpiński                                                                                       | Krytyk-Dziennikarz Roku |
| 23   | 20 czerwca 2015(dts) (Grand Prix Jazz Melomani 2014)           | Bogusław Klimsa i Wojciech Siwek                                                                             | Krytyk-Dziennikarz Roku |
| 23   | 20 czerwca 2015(dts) (Grand Prix Jazz Melomani 2014)           | 🏆 Wanda Warska                                                                                              | Całokształt działalności |
| 23   | 20 czerwca 2015(dts) (Grand Prix Jazz Melomani 2014)           | 🏆 Miroslav Vitouš                                                                                           | Europejska Jazzowa Osobowość – „Grand Prix of Europe”                                                                                            |
| 23   | 20 czerwca 2015(dts) (Grand Prix Jazz Melomani 2014)           | 🏆 Wojciech Myrczek                                                                                          | Nadzieja Melomanów |
| 23   | 20 czerwca 2015(dts) (Grand Prix Jazz Melomani 2014)           | Bogna Kicińska                                                                                               | Nadzieja Melomanów |
| 23   | 20 czerwca 2015(dts) (Grand Prix Jazz Melomani 2014)           | Nikola Kołodziejczyk                                                                                         | Nadzieja Melomanów |
| 23   | 20 czerwca 2015(dts) (Grand Prix Jazz Melomani 2014)           | 🏆 Adam Bałdych i Jaron Herman (za album The New Tradition)                                                  | Płyta Roku (nagrodę przyznał Program 2 TVP) |
| 23   | 20 czerwca 2015(dts) (Grand Prix Jazz Melomani 2014)           | Małgorzata Hutek                                                                                             | Nagroda Prezydenta Miasta Łodzi dla Najlepszego Łódzkiego Jazzmana                                                                               |
| 23   | 20 czerwca 2015(dts) (Grand Prix Jazz Melomani 2014)           | 🏆 Marek Kądziela                                                                                            | Nagroda Prezydenta Miasta Łodzi dla Najlepszego Łódzkiego Jazzmana (nagrodę przyznano w wyniku plebiscytu na portalu plasterlodzki.pl)           |
| 23   | 20 czerwca 2015(dts) (Grand Prix Jazz Melomani 2014)           | Grzegorz Kądziela                                                                                            | Nagroda Prezydenta Miasta Łodzi dla Najlepszego Łódzkiego Jazzmana                                                                               |
| 23   | 20 czerwca 2015(dts) (Grand Prix Jazz Melomani 2014)           | Adi Jazz Festival 2014                                                                                       | Nagroda Polskiego Radia Łódź – Łódzkie Wydarzenie Roku „Jazzowa Perła Łodzi”                                                                     |
| 23   | 20 czerwca 2015(dts) (Grand Prix Jazz Melomani 2014)           | 🏆 Geyer Music Factory 2014                                                                                  | Nagroda Polskiego Radia Łódź – Łódzkie Wydarzenie Roku „Jazzowa Perła Łodzi” (nagrodę przyznano w wyniku plebiscytu na portalu plasterlodzki.pl) |
| 23   | 20 czerwca 2015(dts) (Grand Prix Jazz Melomani 2014)           | Jazz w Pałacu                                                                                                | Nagroda Polskiego Radia Łódź – Łódzkie Wydarzenie Roku „Jazzowa Perła Łodzi”                                                                     |
| 24   | 10 czerwca 2016(dts) (Grand Prix Jazz Melomani 2015)           | 🏆 Atom String Quartet                                                                                       | Artysta Roku |
| 24   | 10 czerwca 2016(dts) (Grand Prix Jazz Melomani 2015)           | Adam Bałdych                                                                                                 | Artysta Roku |
| 24   | 10 czerwca 2016(dts) (Grand Prix Jazz Melomani 2015)           | Paweł Kaczmarczyk                                                                                            | Artysta Roku |
| 24   | 10 czerwca 2016(dts) (Grand Prix Jazz Melomani 2015)           | 🏆 Ryszard Borowski                                                                                          | Krytyk-Dziennikarz Roku |
| 24   | 10 czerwca 2016(dts) (Grand Prix Jazz Melomani 2015)           | Janusz Jabłoński i Tomasz Gregorczyk                                                                         | Krytyk-Dziennikarz Roku |
| 24   | 10 czerwca 2016(dts) (Grand Prix Jazz Melomani 2015)           | Michał Wilczyński                                                                                            | Krytyk-Dziennikarz Roku |
| 24   | 10 czerwca 2016(dts) (Grand Prix Jazz Melomani 2015)           | 🏆 Jan Byrczek                                                                                               | Całokształt działalności |
| 24   | 10 czerwca 2016(dts) (Grand Prix Jazz Melomani 2015)           | 🏆 Lars Danielsson                                                                                           | Europejska Jazzowa Osobowość – „Grand Prix of Europe”                                                                                            |
| 24   | 10 czerwca 2016(dts) (Grand Prix Jazz Melomani 2015)           | 🏆 Nikola Kołodziejczyk                                                                                      | Nadzieja Melomanów |
| 24   | 10 czerwca 2016(dts) (Grand Prix Jazz Melomani 2015)           | Nika Lubowicz                                                                                                | Nadzieja Melomanów |
| 24   | 10 czerwca 2016(dts) (Grand Prix Jazz Melomani 2015)           | Muzozoic | Nadzieja Melomanów |
| 24   | 10 czerwca 2016(dts) (Grand Prix Jazz Melomani 2015)           | 🏆 Nikola Kołodziejczyk Orchestra (za album Barok progresywny)                                               | Płyta Roku (nagrodę przyznał Program 2 TVP) |
| 24   | 10 czerwca 2016(dts) (Grand Prix Jazz Melomani 2015)           | 🏆 Michał Kobojek                                                                                            | Nagroda Prezydenta Miasta Łodzi dla Najlepszego Łódzkiego Jazzmana                                                                               |
| 24   | 10 czerwca 2016(dts) (Grand Prix Jazz Melomani 2015)           | 🏆 klub muzyczny „New York”                                                                                  | Nagroda Polskiego Radia Łódź – Łódzkie Wydarzenie Roku „Jazzowa Perła Łodzi”                                                                     |
| 25   | 23 czerwca 2017(dts) (Grand Prix Jazz Melomani 2016)           | 🏆 Marcin Wasilewski                                                                                         | Artysta Roku |
| 25   | 23 czerwca 2017(dts) (Grand Prix Jazz Melomani 2016)           | Artur Dutkiewicz                                                                                             | Artysta Roku |
| 25   | 23 czerwca 2017(dts) (Grand Prix Jazz Melomani 2016)           | Jan „Ptaszyn” Wróblewski                                                                                     | Artysta Roku |
| 25   | 23 czerwca 2017(dts) (Grand Prix Jazz Melomani 2016)           | 🏆 Adam Baruch                                                                                               | Krytyk-Dziennikarz Roku |
| 25   | 23 czerwca 2017(dts) (Grand Prix Jazz Melomani 2016)           | Leszek Bonar                                                                                                 | Krytyk-Dziennikarz Roku |
| 25   | 23 czerwca 2017(dts) (Grand Prix Jazz Melomani 2016)           | Tomasz Pierchała                                                                                             | Krytyk-Dziennikarz Roku |
| 25   | 23 czerwca 2017(dts) (Grand Prix Jazz Melomani 2016)           | 🏆 Leszek Żądło                                                                                              | Całokształt Działalności |
| 25   | 23 czerwca 2017(dts) (Grand Prix Jazz Melomani 2016)           | 🏆 Michał Urbaniak                                                                                           | Europejska Jazzowa Osobowość – „Grand Prix of Europe”                                                                                            |
| 25   | 23 czerwca 2017(dts) (Grand Prix Jazz Melomani 2016)           | 🏆 Jakub Więcek                                                                                              | Nadzieja Melomanów |
| 25   | 23 czerwca 2017(dts) (Grand Prix Jazz Melomani 2016)           | Krystyna Durys                                                                                               | Nadzieja Melomanów |
| 25   | 23 czerwca 2017(dts) (Grand Prix Jazz Melomani 2016)           | Jakub Dworak                                                                                                 | Nadzieja Melomanów |
| 25   | 23 czerwca 2017(dts) (Grand Prix Jazz Melomani 2016)           | 🏆 Paweł Kaczmarczyk Audiofeeling Trio & Mr. Krime (za album Vars & Kaper: DeconstructiON)                   | Płyta Roku (nagrodę przyznał Program 2 TVP) |
| 25   | 23 czerwca 2017(dts) (Grand Prix Jazz Melomani 2016)           | 🏆 Sławomir Badowski i Big Band „Walking Jazz Band” Zespół Szkół Muzycznych im. Stanisława Moniuszki w Łodzi | Nagroda Prezydenta Miasta Łodzi dla Najlepszego Łódzkiego Jazzmana                                                                               |
| 25   | 23 czerwca 2017(dts) (Grand Prix Jazz Melomani 2016)           | 🏆 Akademia Muzyczna w Łodzi im. Grażyny i Kiejstuta Bacewiczów                                              | Nagroda Polskiego Radia Łódź – Łódzkie Wydarzenie Roku „Jazzowa Perła Łodzi”                                                                     |
| 26   | 22 czerwca 2018(dts) (Grand Prix Jazz Melomani 2017)           | 🏆 Maciej Obara                                                                                              | Artysta Roku |
| 26   | 22 czerwca 2018(dts) (Grand Prix Jazz Melomani 2017)           | Piotr Orzechowski                                                                                            | Artysta Roku |
| 26   | 22 czerwca 2018(dts) (Grand Prix Jazz Melomani 2017)           | Mateusz Smoczyński                                                                                           | Artysta Roku |
| 26   | 22 czerwca 2018(dts) (Grand Prix Jazz Melomani 2017)           | 🏆 Aneta Norek-Skrycka                                                                                       | Krytyk-Dziennikarz Roku |
| 26   | 22 czerwca 2018(dts) (Grand Prix Jazz Melomani 2017)           | Tomasz Lach                                                                                                  | Krytyk-Dziennikarz Roku |
| 26   | 22 czerwca 2018(dts) (Grand Prix Jazz Melomani 2017)           | Kajetan Prochyra                                                                                             | Krytyk-Dziennikarz Roku |
| 26   | 22 czerwca 2018(dts) (Grand Prix Jazz Melomani 2017)           | 🏆 Mariusz Adamiak                                                                                           | Całokształt Działalności |
| 26   | 22 czerwca 2018(dts) (Grand Prix Jazz Melomani 2017)           | 🏆 Erik Truffaz                                                                                              | Europejska Jazzowa Osobowość – „Grand Prix of Europe”                                                                                            |
| 26   | 22 czerwca 2018(dts) (Grand Prix Jazz Melomani 2017)           | 🏆 Kasia Pietrzko                                                                                            | Nadzieja Melomanów |
| 26   | 22 czerwca 2018(dts) (Grand Prix Jazz Melomani 2017)           | Adam Jarzmik                                                                                                 | Nadzieja Melomanów |
| 26   | 22 czerwca 2018(dts) (Grand Prix Jazz Melomani 2017)           | Piotr Krzemiński                                                                                             | Nadzieja Melomanów |
| 26   | 22 czerwca 2018(dts) (Grand Prix Jazz Melomani 2017)           | 🏆 Maciej Obara Quartet (za album Unloved}                                                                   | Płyta Roku (nagrodę przyznał Program 2 TVP) |
| 26   | 22 czerwca 2018(dts) (Grand Prix Jazz Melomani 2017)           | 🏆 Maciej Tubis                                                                                              | Nagroda Prezydenta Miasta Łodzi dla Najlepszego Łódzkiego Jazzmana                                                                               |
| 26   | 22 czerwca 2018(dts) (Grand Prix Jazz Melomani 2017)           | 🏆 Freedom Jazz Festival                                                                                     | Nagroda Polskiego Radia Łódź – Łódzkie Wydarzenie Roku „Jazzowa Perła Łodzi”                                                                     |
| 27   | 12 października 2019(dts) (Grand Prix Jazz Melomani 2018)      | | |
| 27   | 12 października 2019(dts) (Grand Prix Jazz Melomani 2018)      | 🏆 Philip Catherine                                                                                          | Grand Prix of Europe |
| 27   | 12 października 2019(dts) (Grand Prix Jazz Melomani 2018)      | 🏆 Przemek Dyakowski                                                                                         | Całokształ Działalności |
| 27   | 12 października 2019(dts) (Grand Prix Jazz Melomani 2018)      | 🏆 Nikola Kołodziejczyk                                                                                      | Artysta Roku 2018 |
| 27   | 12 października 2019(dts) (Grand Prix Jazz Melomani 2018)      | Marcin Masecki                                                                                               | Artysta Roku 2018 |
| 27   | 12 października 2019(dts) (Grand Prix Jazz Melomani 2018)      | Leszek Możdżer                                                                                               | Artysta Roku 2018 |
| 27   | 12 października 2019(dts) (Grand Prix Jazz Melomani 2018)      | Magdalem Grzebałkowska                                                                                       | Krytyk Dziennikarz Roku 2018 |
| 27   | 12 października 2019(dts) (Grand Prix Jazz Melomani 2018)      | Janusz Szrom                                                                                                 | Krytyk Dziennikarz Roku 2018 |
| 27   | 12 października 2019(dts) (Grand Prix Jazz Melomani 2018)      | 🏆 Andrzej Wasylewski                                                                                        | Krytyk Dziennikarz Roku 2018 |
| 27   | 12 października 2019(dts) (Grand Prix Jazz Melomani 2018)      | 🏆 Tomasz Chyła                                                                                              | Nadzieja Melomanów |
| 27   | 12 października 2019(dts) (Grand Prix Jazz Melomani 2018)      | Marek Kądziela                                                                                               | Nadzieja Melomanów |
| 27   | 12 października 2019(dts) (Grand Prix Jazz Melomani 2018)      | Marek Piotrowicz                                                                                             | Nadzieja Melomanów |
| 27   | 12 października 2019(dts) (Grand Prix Jazz Melomani 2018)      | 🏆 Circlesongs – Tomasz Chyła Quintet                                                                        | Płyta Roku 2018 (nagrodę przyznała TVP) |
| 27   | 12 października 2019(dts) (Grand Prix Jazz Melomani 2018)      | 🏆 Piotr Krzemiński                                                                                          | Nagroda Prezydenta Miasta Łodzi dla Najlepszego Łódzkiego Jazzmana                                                                               |
| 27   | 12 października 2019(dts) (Grand Prix Jazz Melomani 2018)      | 🏆 Manu Summer Jazz Sundays 2018 – Tomasz Gołębiewski                                                        | Nagroda Polskiego Radia Łódź – Łódzkie Wydarzenie Roku „Jazzowa Perła Łodzi”                                                                     |
| 28   | 17 października 2020(dts) (Grand Prix Jazz Melomani 2019)      | | |
| 28   | 17 października 2020(dts) (Grand Prix Jazz Melomani 2019)      | 🏆 Adam Makowicz                                                                                             | Grand Prix od Europe 2019 |
| 28   | 17 października 2020(dts) (Grand Prix Jazz Melomani 2019)      | 🏆 Adam Makowicz                                                                                             | Całokształt Działalności |
| 28   | 17 października 2020(dts) (Grand Prix Jazz Melomani 2019)      | EABS | Artysta Roku 2019 |
| 28   | 17 października 2020(dts) (Grand Prix Jazz Melomani 2019)      | 🏆 Maciej Obara                                                                                              | Artysta Roku 2019 |
| 28   | 17 października 2020(dts) (Grand Prix Jazz Melomani 2019)      | Maciej Tomaszewski                                                                                           | Artysta Roku 2019 |
| 28   | 17 października 2020(dts) (Grand Prix Jazz Melomani 2019)      | Maciej Pieprzyca                                                                                             | Krytyk Dziennikarz Roku 2019 |
| 28   | 17 października 2020(dts) (Grand Prix Jazz Melomani 2019)      | Jerzy Szczerbakow                                                                                            | Krytyk Dziennikarz Roku 2019 |
| 28   | 17 października 2020(dts) (Grand Prix Jazz Melomani 2019)      | 🏆 Janusz Szrom                                                                                              | Krytyk Dziennikarz Roku 2019 |
| 28   | 17 października 2020(dts) (Grand Prix Jazz Melomani 2019)      | 🏆 Kinga Głyk                                                                                                | Nadzieja Melomanów 2019 |
| 28   | 17 października 2020(dts) (Grand Prix Jazz Melomani 2019)      | Emil Miszk                                                                                                   | Nadzieja Melomanów 2019 |
| 28   | 17 października 2020(dts) (Grand Prix Jazz Melomani 2019)      | Marta Wajdzik                                                                                                | Nadzieja Melomanów 2019 |
| 28   | 17 października 2020(dts) (Grand Prix Jazz Melomani 2019)      | 🏆 Maciej Obara quartet "Trzy Korony"                                                                        | Płyta Roku |
| 28   | 17 października 2020(dts) (Grand Prix Jazz Melomani 2019)      | 🏆 Marek Kubisiak                                                                                            | Nagroda Prezydenta Miasta Łodzi dla Najlepszego Łódzkiego Jazzmana                                                                               |
| 28   | 17 października 2020(dts) (Grand Prix Jazz Melomani 2019)      | 🏆 Festiwal Letnia Akademia Jazzu                                                                            | Jazzowa Perła Łodzi |
| 29   | 15 października 2021(dts) (Grand Prix Jazz Melomani 2020)      | | |
| 29   | 15 października 2021(dts) (Grand Prix Jazz Melomani 2020)      | 🏆 Ewa Bem                                                                                                   | Całokształt Działalności |
| 29   | 15 października 2021(dts) (Grand Prix Jazz Melomani 2020)      | Piotr Damasiewicz                                                                                            | Artysta Roku 2020 |
| 29   | 15 października 2021(dts) (Grand Prix Jazz Melomani 2020)      | 🏆 Dominik Wania                                                                                             | Artysta Roku 2020 |
| 29   | 15 października 2021(dts) (Grand Prix Jazz Melomani 2020)      | Marcin Wasilewski                                                                                            | Artysta Roku 2020 |
| 29   | 15 października 2021(dts) (Grand Prix Jazz Melomani 2020)      | Tomasz Gregorczyk i Janusz Jabłoński                                                                         | Krytyk Dziennikarz Roku 2020 |
| 29   | 15 października 2021(dts) (Grand Prix Jazz Melomani 2020)      | 🏆 Janusz Szrom                                                                                              | Krytyk Dziennikarz Roku 2020 |
| 29   | 15 października 2021(dts) (Grand Prix Jazz Melomani 2020)      | Andrzej Winiszewski                                                                                          | Krytyk Dziennikarz Roku 2020 |
| 29   | 15 października 2021(dts) (Grand Prix Jazz Melomani 2020)      | Jazz Forum Talents                                                                                           | Nadzieja Melomanów Roku 2020 |
| 29   | 15 października 2021(dts) (Grand Prix Jazz Melomani 2020)      | 🏆 O.N.E. quintet                                                                                            | Nadzieja Melomanów Roku 2020 |
| 29   | 15 października 2021(dts) (Grand Prix Jazz Melomani 2020)      | Marcin Pater                                                                                                 | Nadzieja Melomanów Roku 2020 |
| 29   | 15 października 2021(dts) (Grand Prix Jazz Melomani 2020)      | 🏆 Dominik Wania "Loneley Shadows”, ECM                                                                      | Płyta Roku 2020 |
| 29   | 15 października 2021(dts) (Grand Prix Jazz Melomani 2020)      | 🏆 Marta Sobczak                                                                                             | Nagroda Prezydenta Miasta Łodzi dla Najlepszego Łódzkiego Jazzmana                                                                               |
| 30   | 18 czerwca 2022(dts) (Grand Prix Jazz Melomani 2021)           | | |
| 30   | 18 czerwca 2022(dts) (Grand Prix Jazz Melomani 2021)           | 🏆 Włodzimierz Pawlik                                                                                        | Całokształt Działalności |
| 30   | 18 czerwca 2022(dts) (Grand Prix Jazz Melomani 2021)           | 🏆 Adam Bałdych                                                                                              | Artysta Roku 2021 |
| 30   | 18 czerwca 2022(dts) (Grand Prix Jazz Melomani 2021)           | Anna Gadt | Artysta Roku 2021 |
| 30   | 18 czerwca 2022(dts) (Grand Prix Jazz Melomani 2021)           | Andrzej Wasilewski                                                                                           | Artysta Roku 2021 |
| 30   | 18 czerwca 2022(dts) (Grand Prix Jazz Melomani 2021)           | Tomasz Gregorczyk                                                                                            | Krytyk Dziennikarz Roku 2021 |
| 30   | 18 czerwca 2022(dts) (Grand Prix Jazz Melomani 2021)           | 🏆 Piotr Metz, Roch Siciński, Andrzej Zieliński                                                              | Krytyk Dziennikarz Roku 2021 |
| 30   | 18 czerwca 2022(dts) (Grand Prix Jazz Melomani 2021)           | Andrzej Winiszewski                                                                                          | Krytyk Dziennikarz Roku 2021 |
| 30   | 18 czerwca 2022(dts) (Grand Prix Jazz Melomani 2021)           | 🏆 Marcin Pater                                                                                              | Nadzieja Melomanów Roku 2021 |
| 30   | 18 czerwca 2022(dts) (Grand Prix Jazz Melomani 2021)           | Marta Wajdzik                                                                                                | Nadzieja Melomanów Roku 2021 |
| 30   | 18 czerwca 2022(dts) (Grand Prix Jazz Melomani 2021)           | Marta Zawartko                                                                                               | Nadzieja Melomanów Roku 2021 |
| 30   | 18 czerwca 2022(dts) (Grand Prix Jazz Melomani 2021)           | 🏆 Piotr Krzemiński                                                                                          | Nagroda Prezydenta Miasta Łodzi dla Najlepszego Łódzkiego Jazzmana                                                                               |
| 30   | 18 czerwca 2022(dts) (Grand Prix Jazz Melomani 2021)           | 🏆 Manu Summer Jazz Days „Łódzkie Saxy”                                                                      | Jazzowa Perła Łodzi |
| 30   | 18 czerwca 2022(dts) (Grand Prix Jazz Melomani 2021)           | 🏆 „En Attendant” Marcin Wasilewski Trio                                                                     | Płyta Roku 2021 |
| 31   | 10 czerwca 2023(dts) (Grand Prix Jazz Melomani 2022)           | | |
| 31   | 10 czerwca 2023(dts) (Grand Prix Jazz Melomani 2022)           | 🏆 Trilok Gurtu                                                                                              | Grand Prix of Europe 2022 |
| 31   | 10 czerwca 2023(dts) (Grand Prix Jazz Melomani 2022)           | 🏆 Andrzej Dąbrowski                                                                                         | Całokształt Działalności |
| 31   | 10 czerwca 2023(dts) (Grand Prix Jazz Melomani 2022)           | Michał Barański                                                                                              | Artystka Roku 2022 |
| 31   | 10 czerwca 2023(dts) (Grand Prix Jazz Melomani 2022)           | Tomasz Dąbrowski                                                                                             | Artystka Roku 2022 |
| 31   | 10 czerwca 2023(dts) (Grand Prix Jazz Melomani 2022)           | 🏆 Marek Pospieszalski                                                                                       | Artystka Roku 2022 |
| 31   | 10 czerwca 2023(dts) (Grand Prix Jazz Melomani 2022)           | 🏆 Dionizy Piątkowski                                                                                        | Krytyk Dziennikarz Roku 2022 |
| 31   | 10 czerwca 2023(dts) (Grand Prix Jazz Melomani 2022)           | Przemysław Psikuta                                                                                           | Krytyk Dziennikarz Roku 2022 |
| 31   | 10 czerwca 2023(dts) (Grand Prix Jazz Melomani 2022)           | Marek Romański                                                                                               | Krytyk Dziennikarz Roku 2022 |
| 31   | 10 czerwca 2023(dts) (Grand Prix Jazz Melomani 2022)           | Miłosz Bazarnik                                                                                              | Nadzieja Melomanów 2022 |
| 31   | 10 czerwca 2023(dts) (Grand Prix Jazz Melomani 2022)           | 🏆 Matylda Gerber                                                                                            | Nadzieja Melomanów 2022 |
| 31   | 10 czerwca 2023(dts) (Grand Prix Jazz Melomani 2022)           | Amalia Umeda Obrędowska                                                                                      | Nadzieja Melomanów 2022 |
| 31   | 10 czerwca 2023(dts) (Grand Prix Jazz Melomani 2022)           | 🏆 Marek Pospieszalski "Polish Composers of 20th Century"                                                    | Płyta Roku 2022 |
| 31   | 10 czerwca 2023(dts) (Grand Prix Jazz Melomani 2022)           | 🏆 film "Na zawsze Melomani"                                                                                 | Jazzowa Perła Łodzi |
| 31   | 10 czerwca 2023(dts) (Grand Prix Jazz Melomani 2022)           | 🏆 Big Band Fabryka Wełny                                                                                    | Nagroda Prezydenta Miasta Łodzi dla Najlepszego Łódzkiego Jazzmana                                                                               |
| 32   | 30 września 2024(dts) (Grand Prix Jazz Melomani 2023)          | 🏆 Daniele di Bonaventrua                                                                                    | Grand Prix of Europa 2023 |
| 32   | 30 września 2024(dts) (Grand Prix Jazz Melomani 2023)          | 🏆 Krzesimir Dębski                                                                                          | Całokształt Działalności |
| 32   | 30 września 2024(dts) (Grand Prix Jazz Melomani 2023)          | 🏆 Leszek Możdżer                                                                                            | Artysta Roku 2023 |
| 32   | 30 września 2024(dts) (Grand Prix Jazz Melomani 2023)          | Piotr Schmidt                                                                                                | Artysta Roku 2023 |
| 32   | 30 września 2024(dts) (Grand Prix Jazz Melomani 2023)          | Andrzej Święs                                                                                                | Artysta Roku 2023 |
| 32   | 30 września 2024(dts) (Grand Prix Jazz Melomani 2023)          | Piotr Bielawski                                                                                              | Krytyk Dziennikarz Roku 2023 |
| 32   | 30 września 2024(dts) (Grand Prix Jazz Melomani 2023)          | 🏆 Piotr Iwicki                                                                                              | Krytyk Dziennikarz Roku 2023 |
| 32   | 30 września 2024(dts) (Grand Prix Jazz Melomani 2023)          | Andrzej Winiszewski                                                                                          | Krytyk Dziennikarz Roku 2023 |
| 32   | 30 września 2024(dts) (Grand Prix Jazz Melomani 2023)          | Mateusz Pałka                                                                                                | Nadzieja Melomanów Roku 2023 |
| 32   | 30 września 2024(dts) (Grand Prix Jazz Melomani 2023)          | Robert Wypasek                                                                                               | Nadzieja Melomanów Roku 2023 |
| 32   | 30 września 2024(dts) (Grand Prix Jazz Melomani 2023)          | 🏆 Magdalena Zawartko                                                                                        | Nadzieja Melomanów Roku 2023 |
| 32   | 30 września 2024(dts) (Grand Prix Jazz Melomani 2023)          | 🏆 Leszek Mozdzer MACV Composites Warszawska Opera Kameralna                                                 | Płyta Roku 2023 |
| 32   | 30 września 2024(dts) (Grand Prix Jazz Melomani 2023)          | 🏆 Wojciech Stanisz                                                                                          | Najlepszy Łódzki Jazzman |
| 32   | 30 września 2024(dts) (Grand Prix Jazz Melomani 2023)          | 🏆 Festiwal Producentów Muzycznych Soundedit                                                                 | Jazzowa Perła Roku |